# Akerselva

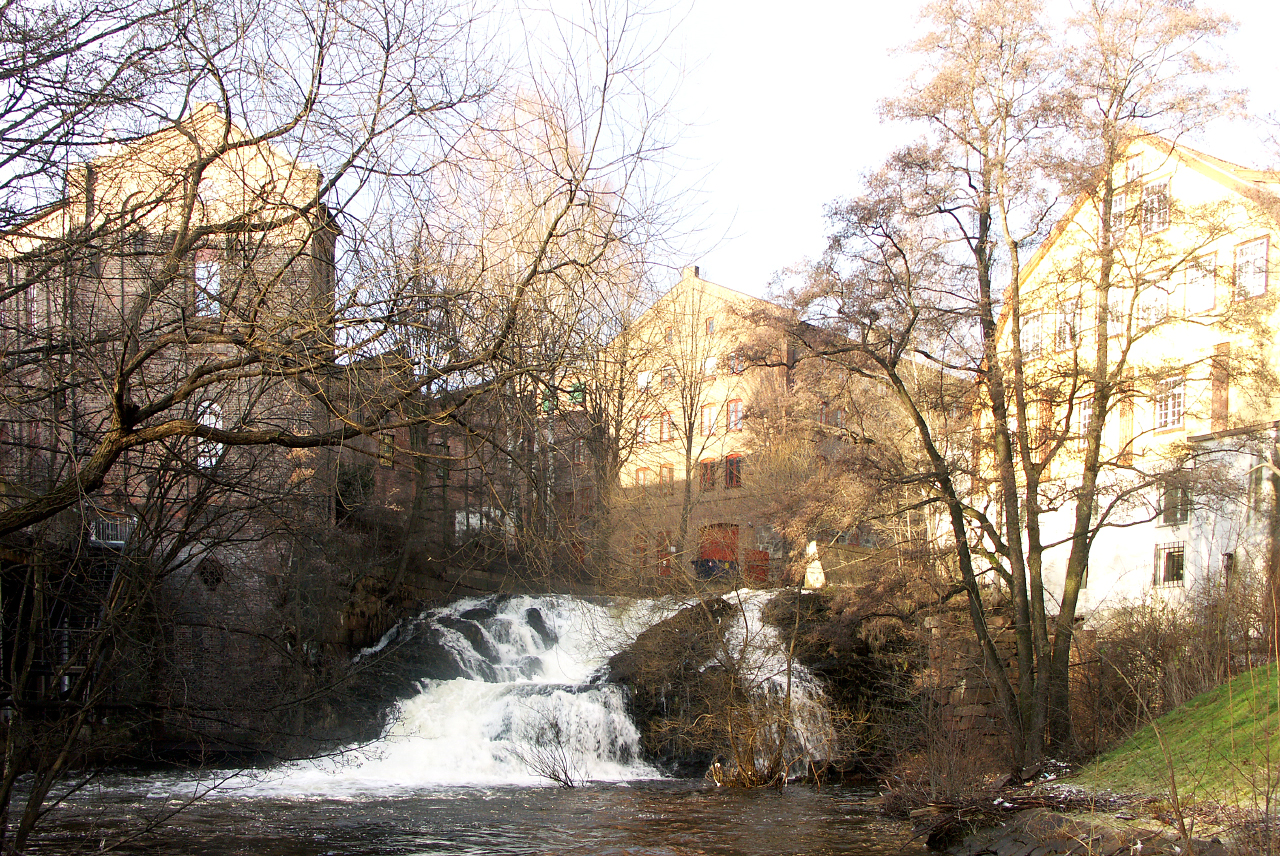
En av älvens forsar inne i Oslo.

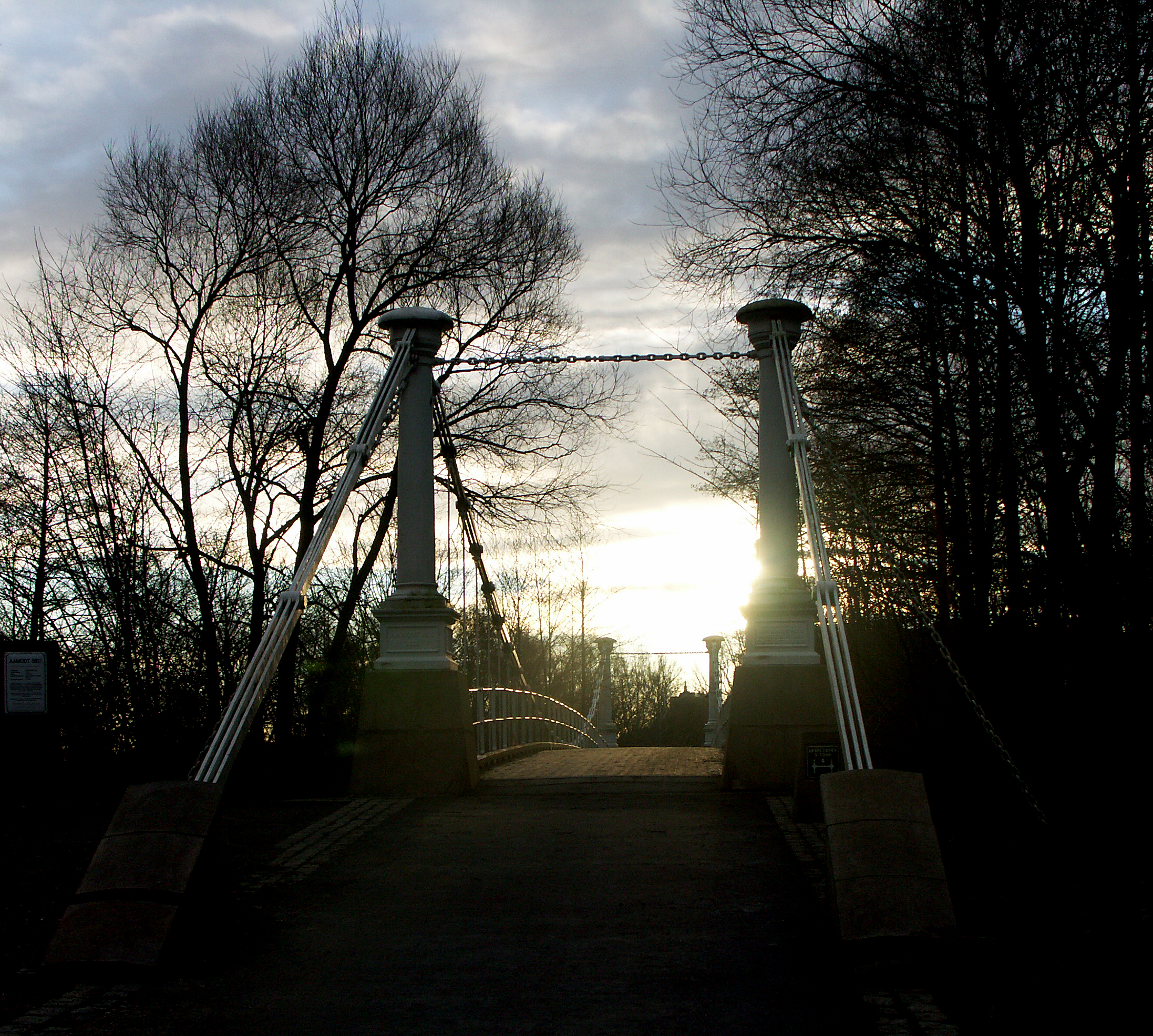
Åmodt bro över Akerselva.

Akerselva är en flod som rinner genom Oslo. Den kallades Frysja före 1400-talet. Akerselva är cirka 10 kilometer lång och rinner från Maridalsvannet i Nordmarka fram till mynningen i Oslofjorden vid Bjørvika i östra Oslo. Den sista delen övertäcktes i slutet av 1960-talet.
Fallhöjden beräknas till 149 meter. Över älven leder 23 broar, varav 14 är vägbroar. Resten är mindre övergångar för fotgängare och cyklister. Det finns ett tjugotal vattenfall. Sedan en längre tid tillbaka finns flera vattenkraftverk längs med flodens sträckning.
Akerselva var den enskilt viktigaste förutsättningen för stadens tidigaste industrialisering. På dess stränder etablerade sig kraftberoende industrier under 1800-talet som Nydalens Compagnie, Christiania Spigerverk, Bjølsen valsemølle, Kjelsås Bruk och Hjula væveri. I det post-industriella Oslo fungerar områdena kring älven som rekreationsområde. Många av industribyggnaderna har byggts om. Ett spektakulärt projekt var ombyggnaden från kornsilo till studentlägenheter vid området Kuba.